# (3413) Andriana
(3413) Andriana es un asteroide que forma parte del cinturón de asteroides y fue descubierto el 15 de febrero de 1983 por Norman G. Thomas desde la Estación Anderson Mesa, en Flagstaff, Estados Unidos.

## Designación y nombre
Andriana fue designado inicialmente como 1983 CB3.
Posteriormente, en 1987, se nombró en honor de Andriana Marie Hazelton, nieta del descubridor.

## Características orbitales
Andriana está situado a una distancia media del Sol de 2,252 ua, pudiendo acercarse hasta 1,965 ua y alejarse hasta 2,539 ua. Tiene una excentricidad de 0,1276 y una inclinación orbital de 5,799 grados. Emplea en completar una órbita alrededor del Sol 1234 días.

## Características físicas
La magnitud absoluta de Andriana es 13,3 y el periodo de rotación de 11,2 horas.